# Vourles
Vourles ist eine französische Gemeinde mit 3353 Einwohnern (Stand: 1. Januar 2022) im Département Rhône in der Region Auvergne-Rhône-Alpes. Sie gehört zum Arrondissement Lyon und zum Kanton Brignais. Die Einwohner heißen Vourlois(es). 

## Geographie
Vourles liegt im Südwesten von Lyon am Fluss Garon. Umgeben wird Vourles von den Nachbargemeinden Brignais im Norden, Saint-Genis-Laval im Nordosten, Irigny im Osten, Charly im Süden und Südosten, Millery im Süden, Montagny im Südwesten sowie Orliénas im Westen und Nordwesten.
Vourles liegt im Weinbaugebiet Coteaux du Lyonnais. Entlang der nördlichen Gemeindegrenze verläuft die Autoroute A450.

## Geschichte
Gegründet wurde Vourles um das Jahr 1000. 

### Bevölkerungsentwicklung
| Jahr                       | 1962 | 1968 | 1975 | 1982 | 1990 | 1999 | 2006 | 2017 |
| Einwohner                  | 982  | 1171 | 1505 | 1514 | 1844 | 2743 | 3007 | 3411 |
| Quellen: Cassini und INSEE |      |      |      |      |      |      |      |      |

- INSEE: Bevölkerungsentwicklung von Vourles 1962-2011

## Sehenswürdigkeiten
- Kirche Saint-Bonnet aus dem 19. Jahrhundert
- Wehrhaus von Vourles, im 13. Jahrhundert erbaut, bis ins 17. Jahrhundert umgebaut, Monument historique seit 2004
- Steinwerk von Épeisses aus dem 16. Jahrhundert, ursprünglich Haus des Johanniterordens
- Schloss von Roche
- Louis-Querbes-Kolleg mit Museum, Einrichtung der Viatoristen
- Domäne Les Jacobins aus dem 17. Jahrhundert, später Eigentum des Dominikanerordens

## Gemeindepartnerschaften
Mit der italienischen Gemeinde Arquà Polesine in der Provinz Rovigo (Venetien) besteht eine Partnerschaft.

## Persönlichkeiten
- Louis Querbes (1793–1859), Viatorist

## Weblinks

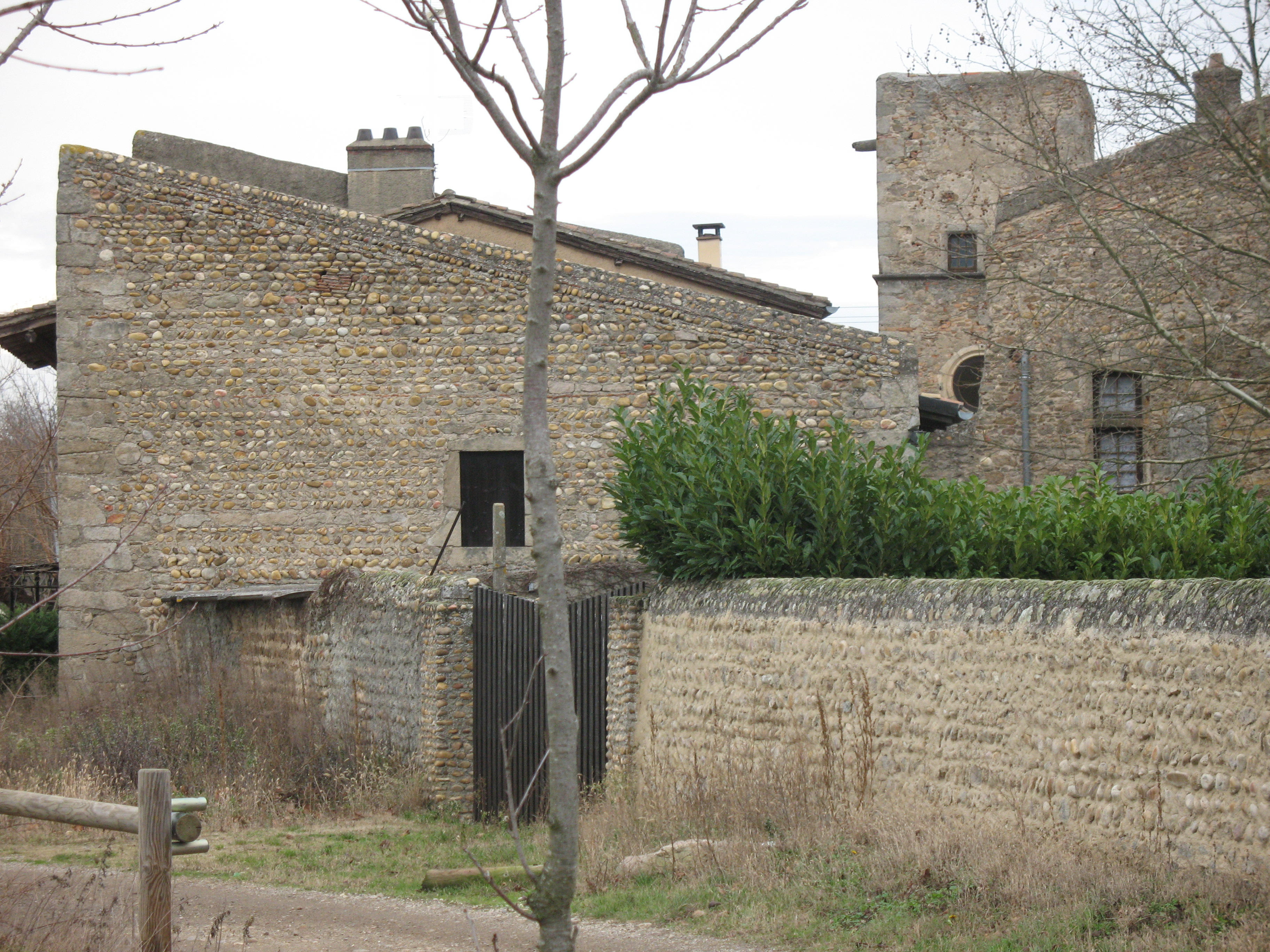
Steinwerk von Épeisses